# Wim Rijsbergen
Wilhelmus « Wim » Gerardus Rijsbergen (né le 18 janvier 1952 à Leyde) est un footballeur néerlandais. Il évolue au poste de défenseur puis se reconvertit comme entraîneur.

## Biographie

### En club
Rijsbergen commence sa carrière au PEC Zwolle. Il porte ensuite les couleurs du Feyenoord Rotterdam de 1971 à 1978, remportant une Coupe de l'UEFA en 1974 et un titre de Champion des Pays-Bas la même année.
En 1978, il s'expatrie en France et signe en faveur du Sporting Club de Bastia, avant de s'exiler dans le championnat américain de la NASL, aux New York Cosmos. Il remporte par deux fois la North American Soccer League avec l'équipe des New York Cosmos.
En 1983, il retourne dans son pays natal en s'engageant avec le club d'Helmond Sport. Il termine sa carrière en 1986 au FC Utrecht, glanant au passage une Coupe des Pays-Bas.

### En sélection

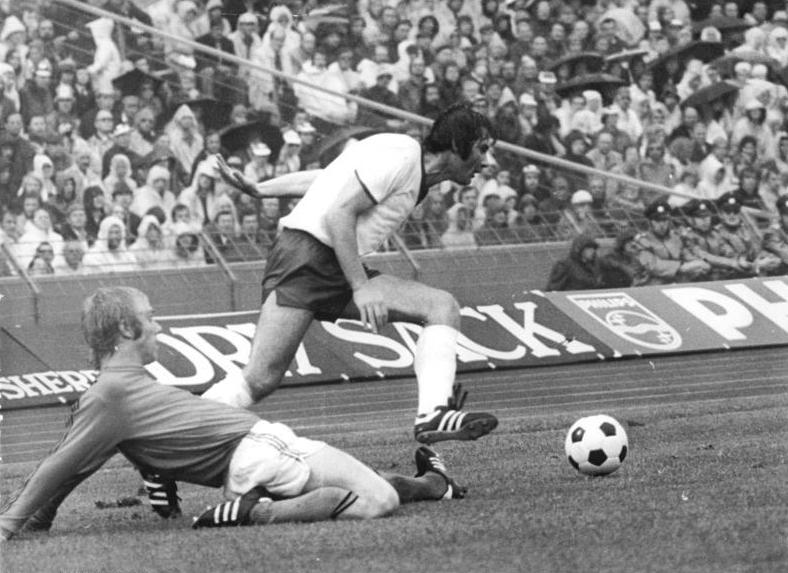
Wim Rijsbergen tacle Peter Ducke à la Coupe du monde 1974

Âgé de 22 ans, il forme avec Ruud Krol la défense centrale de la célèbre équipe néerlandaise finaliste de la Coupe du monde 1974. Il est également présent lors de la Coupe du monde 1978 en Argentine mais en tant que remplaçant, le sélectionneur Ernst Happel lui préférant Ernie Brandts.
Au total, Rijsbergen reçoit 28 sélections et inscrit un but avec les Oranje entre 1974 et 1978.

### Carrière d'entraîneur
Après sa carrière de joueur, Rijsbergen se reconvertit en entraîneur. Il dirige les joueurs du FC Volendam de 1993 à 1995, du NAC Breda de 1995 à 1997 et enfin ceux du FC Groningue lors de la saison 1997-1998. Il entraîne par la suite le club chilien de l'Universidad Católica de 1999 à 2001 et le club saoudien de l'Ettifaq FC en 2002. 
Rijsbergen est le sélectionneur adjoint de l'équipe nationale de Trinité et Tobago lors de la Coupe du monde 2006 qui se déroule en Allemagne. Après la Coupe du monde, il devient l'entraîneur principal de cette équipe.
En 2011, Rijsbergen s'exile en Indonésie, en devenant le manager du PSM Makassar, puis le sélectionneur de l'équipe d'Indonésie.

## Palmarès

### En sélection
- 28 sélections et 1 but en équipe des Pays-Bas entre 1974 et 1978
- Finaliste de la Coupe du monde 1974 et de la Coupe du monde 1978 avec les Pays-Bas
- Troisième de l'Euro 1976 avec les Pays-Bas

### En club
- Vainqueur de la Coupe UEFA en 1974 avec le Feyenoord Rotterdam
- Vainqueur de la Coupe Intertoto en 1973 avec le Feyenoord Rotterdam
- Champion des Pays-Bas en 1974 avec le Feyenoord Rotterdam
- Vainqueur de la North American Soccer League en 1980 et 1982 avec les New York Cosmos
- Vainqueur de la Coupe des Pays-Bas en 1985 avec le FC Utrecht

## Source
- Marc Barreaud, Dictionnaire des footballeurs étrangers du championnat professionnel français (1932-1997), L'Harmattan, 1997.